# Baby It’s You
«Baby It’s You» (с англ. — «Крошка, это ты») — песня, написанная Бёртом Бакараком (музыка), Лютером Диксоном (под псевдонимом Барни Уильямс) и Маком Дэвидом (слова). Песня стала хитом в исполнении таких групп, как The Shirelles, The Beatles и Smith.

## The Shirelles
После выхода в качестве сингла в 1961 году песня стала популярной, добравшись до восьмой позиции хит-парада Billboard Hot 100 и 3-й позиции чарта Hot R&B. В 1962 песня «Baby It’s You» вышла на одноимённом альбоме.
Примечательной чертой этой песни является переход от минорной тональности к мажорной. Вокальные аранжировки этой версии песни оказали влияние на последующие версии, в том числе на кавер-версию the Beatles.

## The Beatles
The Beatles исполняли «Baby It’s You» во время гастролей с 1961 по 1963 год. Песня была записана 11 февраля и 20 февраля (записаны партий челесты) для их дебютного альбома Please Please Me.
Песня «Baby It’s You» также вышла на альбомах Introducing… The Beatles и Songs, Pictures and Stories of the Fabulous Beatles, выпущенных в США. В 1965 году песня вошла в сборник The Early Beatles, выпущенный Capitol Records.
После выхода в 1995 году сингл «Baby It’s You» достиг 26-й позиции чарта Hot Singles Sales и 67-й позиции чарта Billboard Hot 100.

### Исполнение
- Джон Леннон — ритм-гитара, вокал;
- Джордж Харрисон — соло-гитара, бэк-вокал;
- Пол Маккартни — бас-гитара, бэк-вокал;
- Ринго Старр — барабаны;
- Джордж Мартин — челеста.

## Smith
Американская рок-группа Smith выпустила свою версию песни на дебютном альбоме A Group Called Smith в 1969 году. Эта версия песни отличается от традиционного исполнения The Shirelles и The Beatles более страстным и проникновенным вокалом. В 1969 году песня достигла 5-й позиции хит-парада Billboard Hot 100.

## The Carpenters
Группа The Carpenters записала кавер-версию «Baby It’s You» в 1970 году для альбома Close to You. Хотя песня не выходила в качестве сингла, она была исполнена на телешоу Карпентеров Make Your Own Kind of Music в 1971 году. Специальный ремикс песни, записанный Ричардом Карпентером в 1991 году, вышел на сборнике ремиксов Reflections в Великобритании в 1998 году.

## Другие исполнители
Список известных музыкантов, также исполнявших песню «Baby It’s You»:
- Брюс Шаннель, 1962
- Сильви Вартан, 1962 (на французском языке — «Baby C’est Vous»)
- Силла Блэк, 1965
- Dolly Mixture, 1980
- Эмили Биндиджер, 1981
- Пиа Задора, 1982
- Дэйв Берри, 1983
- Элвис Костелло, 1984
- Стейси Лэттисоу, 1984
- Мэй Яманэ, 1985
- Эйс Фрэйли, 198*
- Джонни Сандерс и Патти Палладин, 1988
- Cherrelle, 1992
- Petty Booka, 1995
- Ник Лоу, 1999
- Клифф Ричард, 1967 и 2002
- Ли Стивенс, 2004
- The Bonedrivers, 2006
- Лолита Холлоуэй, 2005
- Берил Марсден, 2007
- Тина Арена, 2008
- The Last Internationale, 2014
- Эмбер Райли, 2015

## В популярной культуре
- Песня была упомянута в эпизоде «Тот, с грантом Росса» телесериала «Друзья».
- Версия песни в исполнении группы Smith была использована в фильме Квентина Тарантино «Доказательство смерти». А капелла-версию «Baby It’s You» в исполнении Мэри Элизабет Уинстэд можно найти на двухдисковом DVD-издании фильма в качестве дополнительного материала.